# Pohořelec (Hradčany)

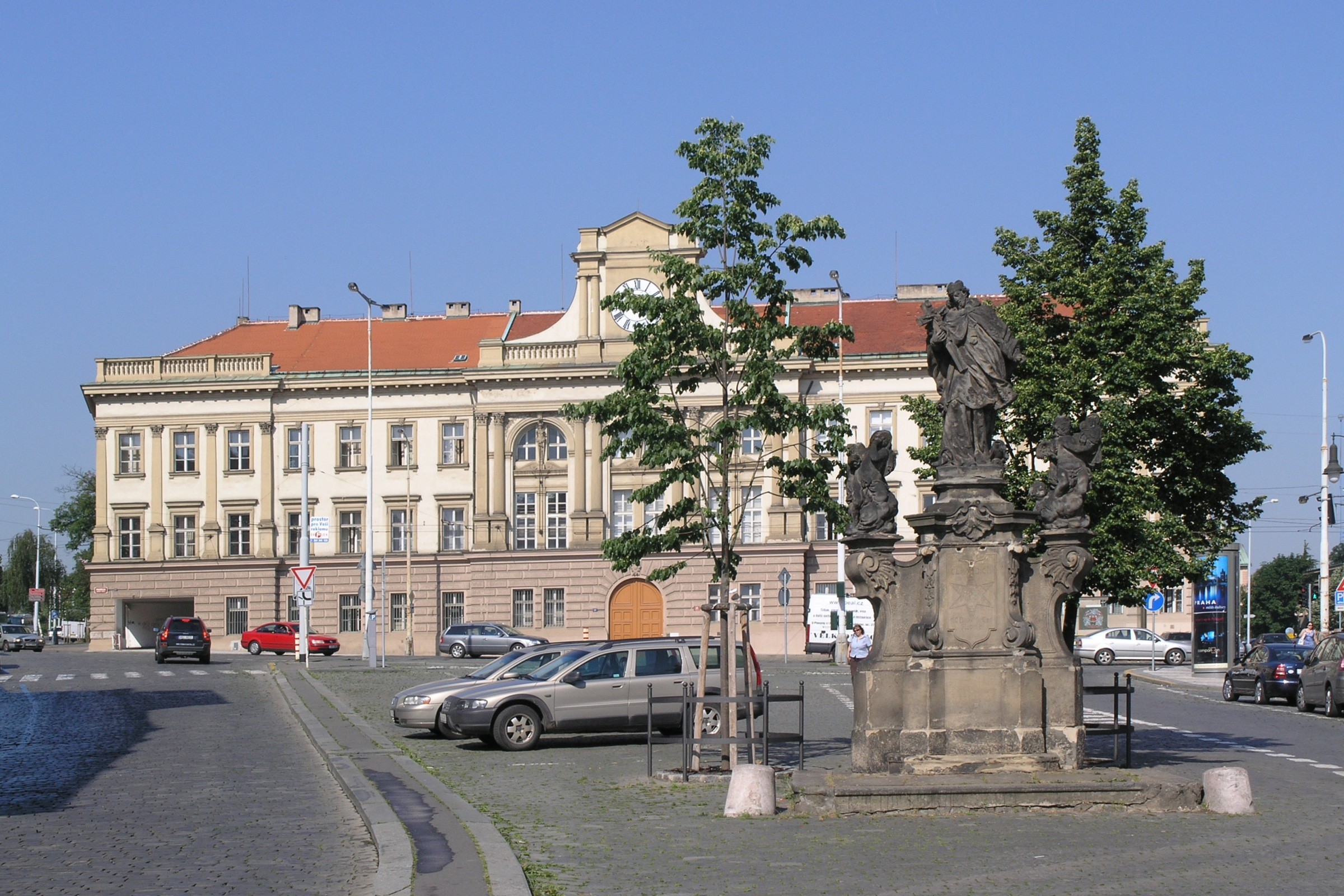
Kasárna a sousoší Jana Nepomuckého na Pohořelci

Pohořelec (něm. Pohořelezerplatz nebo Brandstätte) je bývalá osada a čtvrť, nyní ulice a veřejné prostranství v Praze, na západním okraji městské čtvrti Hradčany v městské části Praha 1, poblíž Strahovského kláštera a nedaleko od hranic s městskou částí Praha 6, s Břevnovem.

## Historie
Ve středověku zde stávala na dálkové cestě od západu Čech tržní osada, jež tvořila předměstí Hradčan.
O pohořelecké tržní osadě se zmiňuje kronikář Kosmas k roku 1091. Vyhořela na konci 11. století. Pravděpodobně po požáru na konci 11. století bylo tržní centrum přeneseno na pravý břeh Vltavy.
Pojmenování Pohořelec je doloženo již od 14. století. Západní části ulice se až do roku 1870 říkalo U Říšské brány nebo U Strahovské brány. Podle Jiřího Čarka byl Pohořelec založen purkrabím Alšem z Malíkovic roku 1375 na místě starší stejnojmenné osady, která patřila ke Strahovskému klášteru. Počátkem 15. století byla čtvrť zcela zastavěna, avšak při  bojích s husity roku 1420 byla zcela zničena a vypálena. Po obnovení čtvrť znovu shořela roku 1541 při velkém požáru Malé Strany a Hradčan. Dalším požárem byl Pohořelec postižen při vpádu francouzských vojsk roku 1742.

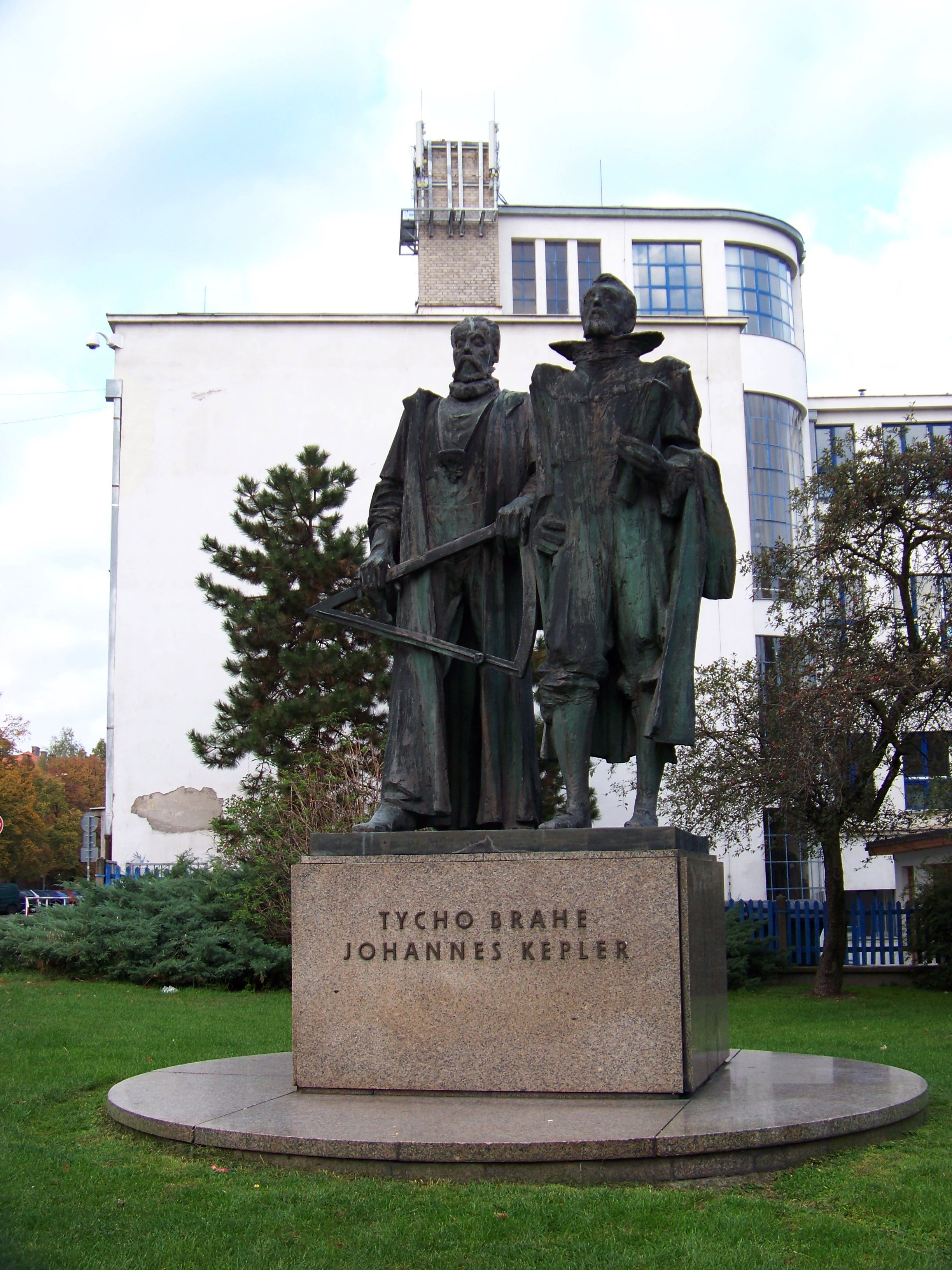
Sousoší před gymnáziem JK

Mezi kasárnami a Gymnáziem Jana Keplera, v místech stávající Parléřovy ulice, stával letohrádek Jakuba Kurze ze Senftenavy, kde za Rudolfa II. žil v letech 1599–1601 dánský astronom Tycho Brahe a měl zde na nejvyšším místě Hradčan svoji poslední hvězdárnu. Zde s ním spolupracoval německý astronom Jan Kepler. Archeologické průzkumy v letech 1902 a 1931 existenci domu potvrdily.

### Pomník hrdiny od Zborova
Pomník účastníka bitvy u Zborova, plukovníka československých legií Josefa Jiřího Švece byl postaven ve středu horní části náměstí v roce 1934. Byl umístěn na podstavci tvaru komolého jehlanu v ose tehdejších kasáren podle návrhu Otakara Švece a Bedřicha Feuersteina. V roce 1941 byl pomník odstraněn německou okupační správou. Po válce byla socha nalezena v Bavorsku restituční komisí americké armády. Československé ministerstvo vnitra o ni v březnu 1949 zažádalo a převezlo ji do skladiště v Děčíně. Švecova socha byla ale vnímána jako symbol antikomunismu a jako nehodící byla zcela zlikvidována. 
Od roku 2009 se o obnovu původního pomníku, na jehož místě se dnes nachází parkoviště, snaží zájmový spolek Sbor pro obnovu pomníku Hrdinům od Zborova.

## Popis
Jeho západní strana je tvořena běžnou městskou ulicí, resp. třídou, kudy prochází tramvajová trať směrem od Pražského hradu z Keplerovy ulice přes Dlabačov do Břevnova.
Východní část prostranství tvoří souběh dvou ulic, Loretánské ulice, vedoucí sem do mírného kopce od Pražského hradu z Hradčanského náměstí přes jižní okraj Loretánského náměstí, a ulice Úvoz, vedoucí sem směrem do prudkého kopce od Nerudovy ulice na Malé Straně. Křížení několika ulic (Dlabačov, Parléřova, Keplerova, Úvoz, Loretánská) zde vytváří jakési malé protáhlé trojúhelníkové náměstí.

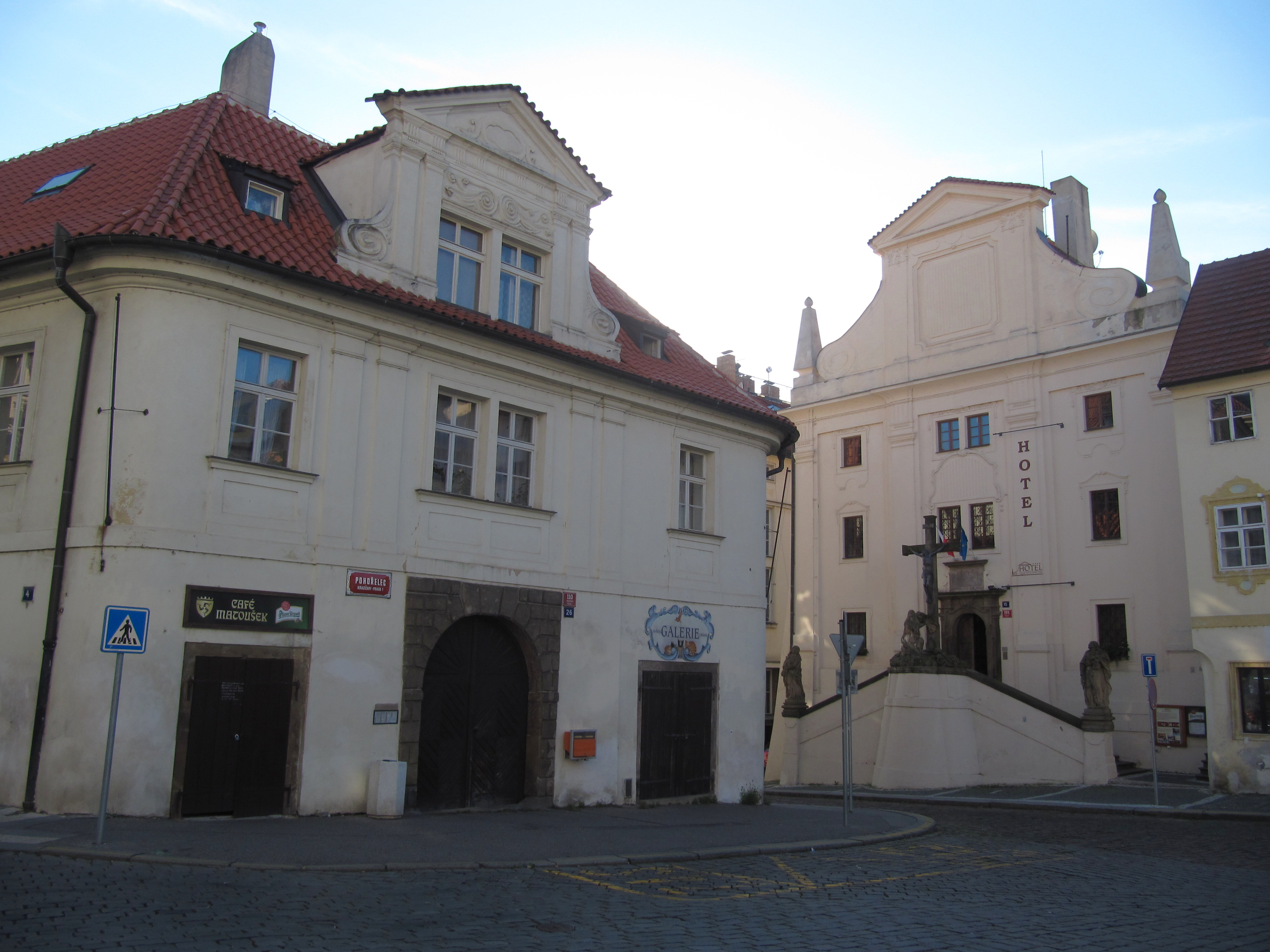
Trčkovský palác a bývalý „Špitál sv. Alžběty“ při ulici Úvoz

Uprostřed náměstí, které na severní straně uzavírají domy s podloubím, stojí barokní pomník se sochou sv. Jana Nepomuckého s rybou, mezi třemi anděly, dílo Jana Antonína Quitainera, s chybějící lucernou v ose podstavce se štítem a špatně čitelným latinským nápisem. Pomník v roce 2016 prošel generální opravou pod vedením ak. soch. Jiřího Novotného. Obklopuje jej parkoviště.
Na jižní straně stojí celá řada původně středověkých, několikrát přestavovaných domů, nalepených na hradby sousedícího Strahovského kláštera, např. dům U Zlatého pluhu. Bývalý klášterní špitál v ústí ulice Úvoz dnes slouží jako hotel. Nad vstupním portálem je latinský nápis na mramorové desce přenesené ze staršího špitálu. Před ním, na vstupním dvouramenném schodišti upoutá barokní pískovcové sousoší kalvárie s velkým křížem, Ukřižovaným Ježíšem, Pannou Marií a sv. Marií Magdalénou.
Všechny domy na Pohořelci jsou kulturními památkami v městské památkové rezervaci.

## Okolní objekty
- Kučerův palác
- Šlikův palác
- Strahovský klášter
- Gymnázium Jana Keplera
- Kasárna na Pohořelci (Hradčanská kasárna, kasárna Prokopa Holého)
- Strahovský tunel
- Černínský palác (Janákova přístavba)
- Nový Svět

## Pověsti
Podle Svatováclavské legendy se někde v tomto prostoru propadla do pekel matka sv. Václava kněžna Drahomíra i s kočárem, za svou pohanskou ignoranci a vražedné skutky (vraždu tchyně sv. Ludmily na Tetíně). Jiné lokace tohoto místa jsou plato Loretánského náměstí, vyznačené sochou Edvarda Beneše, nebo ještě níže pod Černínským palácem proti vchodu do kostela kapucínů železný kříž s nástroji Kristova umučení. Tam tuto událost připomíná i dům U Drahomířina sloupu. Když se v 70. letech 20. století pod vládním vozem Tatra 613 s premiérem Lubomírem Štrougalem propadla vozovka před Hrzánským palácem v Loretánské ulici,[zdroj?] přesunula lidová tradice místo Drahomířina zmizení až tam.